# Thalhausen
Thalhausen est une municipalité du Verbandsgemeinde Rengsdorf-Waldbreitbach, dans l'arrondissement de Neuwied, en Rhénanie-Palatinat, dans l'ouest de l'Allemagne.

## Histoire
Thalhausen est mentionnée pour la première fois dans un document officiel en 1393 sous le nom de Dailhusen.